# 中华短翅莺
中华短翅莺（学名：Locustella tacsanowskius）又称中华短翅蝗莺，为鶲科短翅莺属的鸟类，分布于中国、印度、老挝、蒙古国、缅甸、尼泊尔、俄罗斯、泰国和越南。在中国大陆，分布于青海、内蒙古、河北、陕西、四川、云南、西藏、广西等地。该物种的模式产地在西伯利亚。
本种原为短翅莺属Bradypterus tacsanowskius (Swinhoe, 1871)，后移入蝗莺属。2022年，为了与其新的分类地位相符，“中国鸟类名录”10.0版将中华短翅莺的中文名修改为中华短翅蝗莺。